# Amtsgericht Geislingen
Das Amtsgericht Geislingen/Steige ist ein Gericht der ordentlichen Gerichtsbarkeit. Es ist eines von vier Amtsgerichten (AG) im Bezirk des Landgerichts Ulm.

## Gerichtssitz und -bezirk
Sitz des Gerichts ist die große Kreisstadt Geislingen an der Steige. Der Gerichtsbezirk umfasst die Städte und Gemeinden Bad Ditzenbach, Bad Überkingen, Böhmenkirch, Deggingen, Donzdorf, Drackenstein, Hohenstadt, Geislingen an der Steige, Gingen an der Fils, Gruibingen, Kuchen, Lauterstein, Mühlhausen, Süßen und Wiesensteig.
Als Jugendschöffen-, Insolvenz- und Versteigerungsgericht ist das Amtsgericht Göppingen für den Bezirk des Amtsgerichts Geislingen zuständig. Das Handelsregister sowie das Vereinsregister führt das Amtsgericht Ulm. Mahnverfahren bearbeitet das Amtsgericht Stuttgart als Zentrales Mahngericht.

## Gebäude
Seit 1880 tagt das Amtsgericht im Gebäude Schulstraße 17 in Geislingen. Das heutige Gerichtsgebäude wurde um 1878 errichtet.

## Übergeordnete Gerichte
Dem AG Geislingen ist das Landgericht Ulm übergeordnet. Zuständiges Oberlandesgericht ist das Oberlandesgericht Stuttgart.